# Departement Friesland
Het departement Friesland was een departement van de Nederlanden van 1802 tot en met 1810. De hoofdstad was Leeuwarden.
Na de oprichting van het Bataafs Gemenebest in 1801 werd bij wet van 21 juni 1802 de departementale indeling van het rijk vastgesteld. De grenzen van het voormalige gewest Friesland van de Bataafse Republiek werden hersteld. Ameland, dat als Vrije Heerlijkheid nooit had behoord tot de Republiek der Zeven Verenigde Nederlanden, werd aan Friesland toegevoegd.
Na de oprichting van het koninkrijk Holland in 1806 werd bij wet van 13 april 1807 de departementale indeling van het rijk vastgesteld. De grenzen van het departement werden niet gewijzigd.

Het departement Friesland in het Koninkrijk Holland

Landdrost van Friesland ten tijde van het koninkrijk Holland was Regnerus Livius van Andringa de Kempenaer (8 mei 1807 – 13 december 1810).
Na de annexatie van het koninkrijk Holland op 9 juli 1810 werd het departement op 1 januari 1811 een departement van het Eerste Franse Keizerrijk onder de naam Friesland (Franse naam: Frise).
Bataafs Brabant · Friesland · Gelderland · Holland · Overijssel · Stad en Landen van Groningen · Utrecht · Zeeland
Amstelland · Brabant · Drenthe · Gelderland · Groningen · Friesland · Maasland · Oost-Friesland · Overijssel · Utrecht · Zeeland